# Окк, Феодор Васильевич
Феодор Васильевич Окк (род. 27 февраля 1898 года, деревня Пийла — погиб 23 августа 1941 близ Таллина) — эстонский политик, коммунист.

## Биография
От февраля 1917 до 1918 года служил в русской армии, а с 1918 по май 1926 года — в Красной Армии, с 1920-х гг. — принадлежал к РКП(б), в 1926—1927 годах работал в Московском губернском отделении соцзащиты и как начальник дома инвалидов в Серпухове. Затем, в период 1927—1931 гг. учился в Коммунистическом университете национальных меньшинств Запада им. Мархлевского, в 1931—1932 был референтом и руководителем сектора машиностроения организационно-инструкторского отдела областного комитета ВКП(б) в Ленинграде, в 1932 году был направлен в КП Эстонии, однако 23 августа 1932 года был арестован эстонскими властями и осуждён на 12 лет каторги, 7 мая 1938 был амнистирован.
14 августа 1938 года был отправлен в СССР, где с августа 1939 по май 1940 года работал в Управлении НКВД Ленинградской области, а с мая по июль 1940 года был заместителем директора аэропорта по вопросам административно-хозяйственной деятельности.
После присоединения Эстонии к СССР, с июля 1940 до марта 1941 он был первым секретарём горкома Коммунистической партии (большевиков) Эстонии в Таллине, с 8 февраля до 23 августа 1941 года — заместителем члена Бюро ЦК КП(б)Э и одновременно с 24 марта по 23 августа 1941 года — секретарем ЦК КП(б)Э по вопросам транспорта.
После начала Великой Отечественной войны, в июле 1941 года стал комиссаром 1-го эстонского рабочего стрелкового полка. Погиб утром 23 августа 1941 года в бою у совхоза «Пенинги» в окрестностях Таллина.

## Память
Именем Ф. В. Окка была названа 7-я погранзастава Таллинского погранотряда (в\ч 2198), которая находилась в Таллине, на ул. Неэме.